# Pantelègraf
El pantelègraf era una màquina de transmissió de missatgeria precedent al fax. Va ser creat per Giovanni Caselli cap a la dècada de 1860, i va ser el primer dispositiu que tenia un servei pràctic que podia transmetre a distància escriptures en mà, signatures o dibuixos. Això sí, aquests missatges sempre havien de tenir unes dimensions més petites o iguals a 150 mm x 100 mm. El nom d'aquest aparell prové de la unió de les paraules pantògraf (que és un aparell mecànic utilitzat per copiar un dibuix o una imatge) i telègraf (un aparell utilitzat per enviar senyals elèctrics a distància a través d'un cable).  

## Història

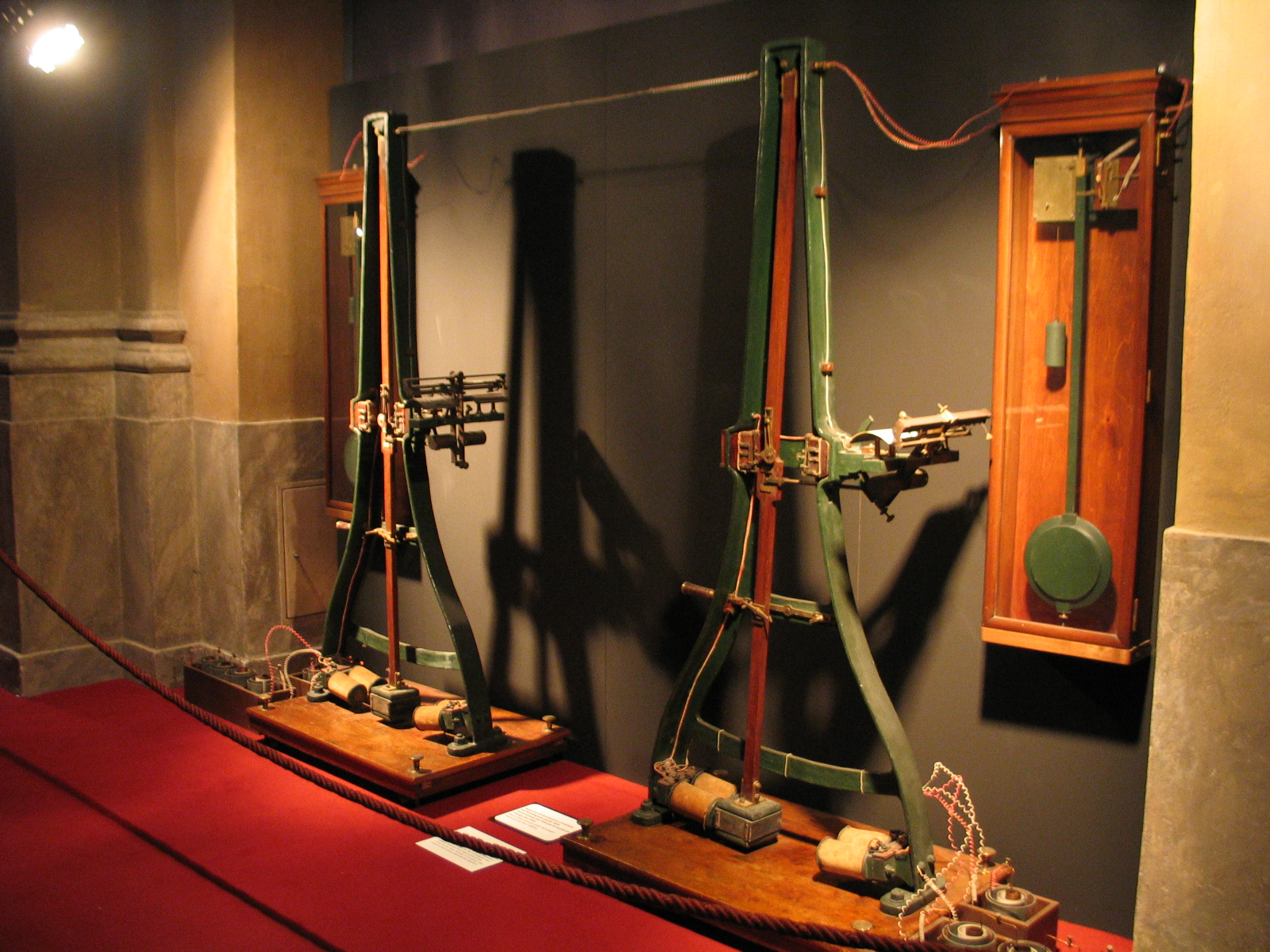
Rèplica del pantelègraf de Caselli

Giovanni Caselli, físic de la Universitat de Florència, va dedicar molt temps de la seva vida a la investigació de la transmissió telegràfica d'imatges. El principal problema que va sorgir-li era aconseguir una perfecta sincronització entre la part transmissora i la part receptora del pantelègraf, ja que si no se sincronitzaven, no podia fer una bona transcripció d'un missatge. Caselli havia desenvolupat una tecnologia electroquímica amb un aparell de sincronització anomenat rellotge de regulació, que feia que els mecanismes de transmissió i de recepció treballessin junts, cosa que altres inventors de l'època com Alexander Bain o Frederick Bakewell, no havien assolit. El primer, en 1846, va aconseguir reproduir imatges sobre paper xopat de ferrocianuro potásico, sent millorat el procediment per Bakewell. Però el mètode era problemàtic i poc fiable, la sincronització dels aparells en l'emissió-recepció fallava sempre i els resultats eren, per això, molt pobres. El pantelègraf va superar els problemes per mitjà d'un circuit sincronitzador, capaç de mantenir “en línia” als dos aparells.
L'any 1856, Leopold II, Gran duc de la Toscana, va mostrar interès en el treball de Caselli, i l'any següent va viatjar a París amb l'enginyer Gustave Froment, per dur a terme la construcció del primer pantelègraf. L'any 1858, el físic francès Alexandre-Edmond Becquerel va fer una millora del pantelègraf de Caselli a  l'Acadèmia de Ciències Francesa de París.
El 10 maig de 1860, Napoleó III va visitar el taller de Gustave Froment per veure en què consistia el pantelègraf, i va quedar captivat per aquell invent. El novembre de 1860, es va obrir una nova línia de pantelègraf entre París i Amiens. Caselli, va aconseguir efectuar amb èxit l'experiment a una distància de 140 km, enviant un missatge amb la signatura del compositor Gioacchino Rossini.
Tot i això, el primer pantelegrama de debò  va ser enviat des de Lió a París el 10 de febrer de 1862. Com que el resultat va ser positiu, el cos legislatiu de França va ordenar la instal·lació del pantelègraf entre les línies de tren d'aquestes dues ciutats, i el febrer de 1863, el públic el va poder fer servir. El 1864 es va promulgar una llei francesa per tal que aquest sistema de missatgeria fos acceptat oficialment i l'any següent, el 1865, es va iniciar la línia de París a Lió i es va estendre fins a Marsella l'any 1867. El cost de transmissió va ser de 20 cèntims per centímetre quadrat d'imatge, i el servei va ser operatiu fins al 1870. Encara que va enviar prop de cinc mil faxos durant el seu primer any d'operació, aviat va ser abandonat. El fet d'haver d'imprimir el document en la làmina de metall ho feia molt poc pràctic. El Tsar de Rússia d'aleshores, Nicolau I, també va fer instal·lar un servei de pantelègraf –només experimental- entre Sant Petersburg i Moscou als anys 1864 i 1865.

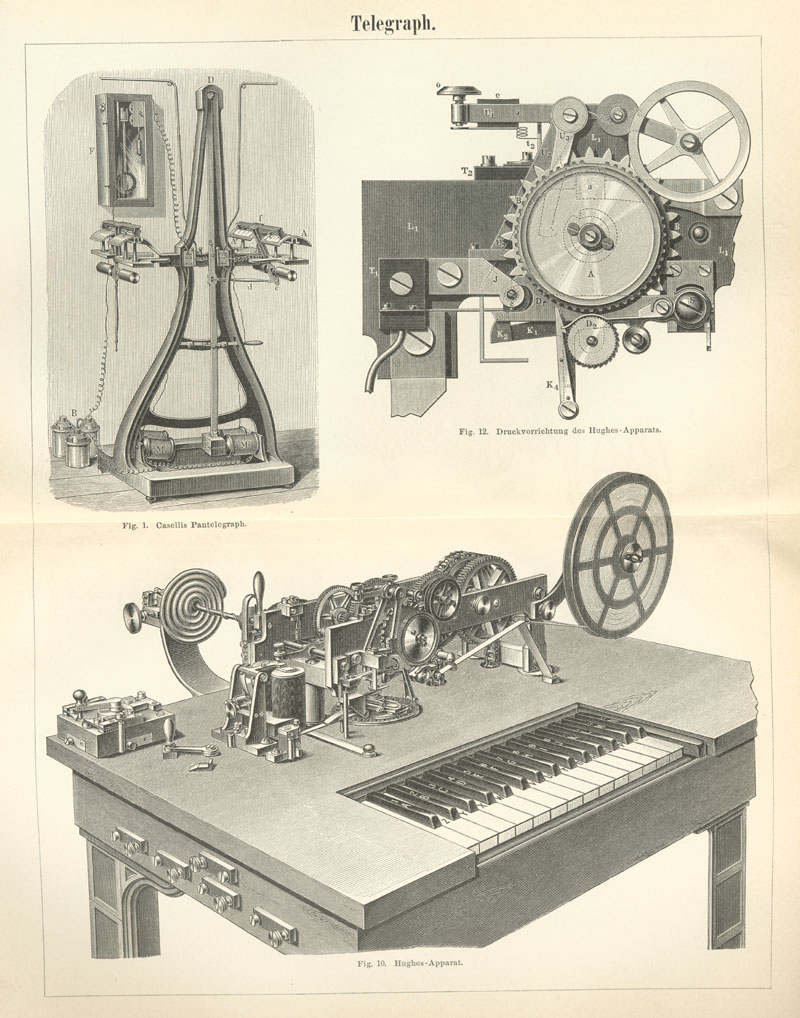
Funcionament del pantelègraf

## Funcionament
El pantelègrafutilitza un rellotge amb un pèndol que regula i estabilitza el corrent de magnetització que hi ha entre l'escàner de transmissió i l'agulla del receptor, i per tal que no s'irrompi la magnetització, transmissor i receptor  han de romandre en contacte per deixar pas al magnetisme. Un exemple que cal destacar per les seves dimensions, és el d'un pèndol que tenia un pes de 8 kg que es va muntar sobre un bastidor de dos metres d'alt. Dos missatges van ser escrits amb tinta en dues plaques de metall; una placa es va escanejar quan el pèndol es movia cap a la dreta, i a l'altre placa, quan el pèndol es movia cap a l'esquerra, també era escanejada, de manera que dos missatges es podrien transmetre per cicle. L'escriptura es realitzava en una làmina metàl·lica que es col·locava en el pantelègraf i era explorada mitjançant una punta de platí que la recorria de dalt a baix i d'esquerra a dreta. Quan la punta tocava la part tintada, el flux elèctric es tallava, interrupció que era convertida en un corrent elèctric que era transmesa a l'aparell receptor. El receptor disposava d'una fulla impregnada de cianur de potassi que era recorreguda, sincronitzada amb el moviment de l'emissor, per un punter que operava una reacció química amb la superfície. Cada vegada que rebia un impuls elèctric, el cianur de potassi es tornava blau. L'aparell receptor reprodueix la imatge transmesa, ja que està impregnat amb ferricianur de potassi, que s'enfosqueix quan es posa en contacte amb un corrent elèctric. El funcionament del pantelègraf era força lent, ja que es van necessitar 108 segons per transcriure 25 paraules en un full de paper de dimensions de 111 mm x 27 mm.

## Màquines que encara existeixen
Queden molt pocs exemplars restants del pantelégraf original. El 1961 es va muntar al Musée National des Techniques una formidable exhibició del pantelégrafo, quan es va realitzar una celebració centenària de l'artefacte entre París i Marsella. Novament, el 1982 es va mostrar la seva fiabilitat.
Al Museu Postal Riquewihr, es van utilitzar dos pantelegrafos durant sis hores al dia, durant diversos mesos, actuant sense error.
Un original també es manté en exhibició a l'Istituto Della Porta a Nàpols. Un altre està a Múnic (al museu alemany); a partir del 2007, no tornarà mai a ser exhibit.